# Neomochtherus orientalis
Neomochtherus orientalis är en tvåvingeart som beskrevs av Tsacas 1968. Neomochtherus orientalis ingår i släktet Neomochtherus och familjen rovflugor. Inga underarter finns listade i Catalogue of Life.